# Lars Adaktusson

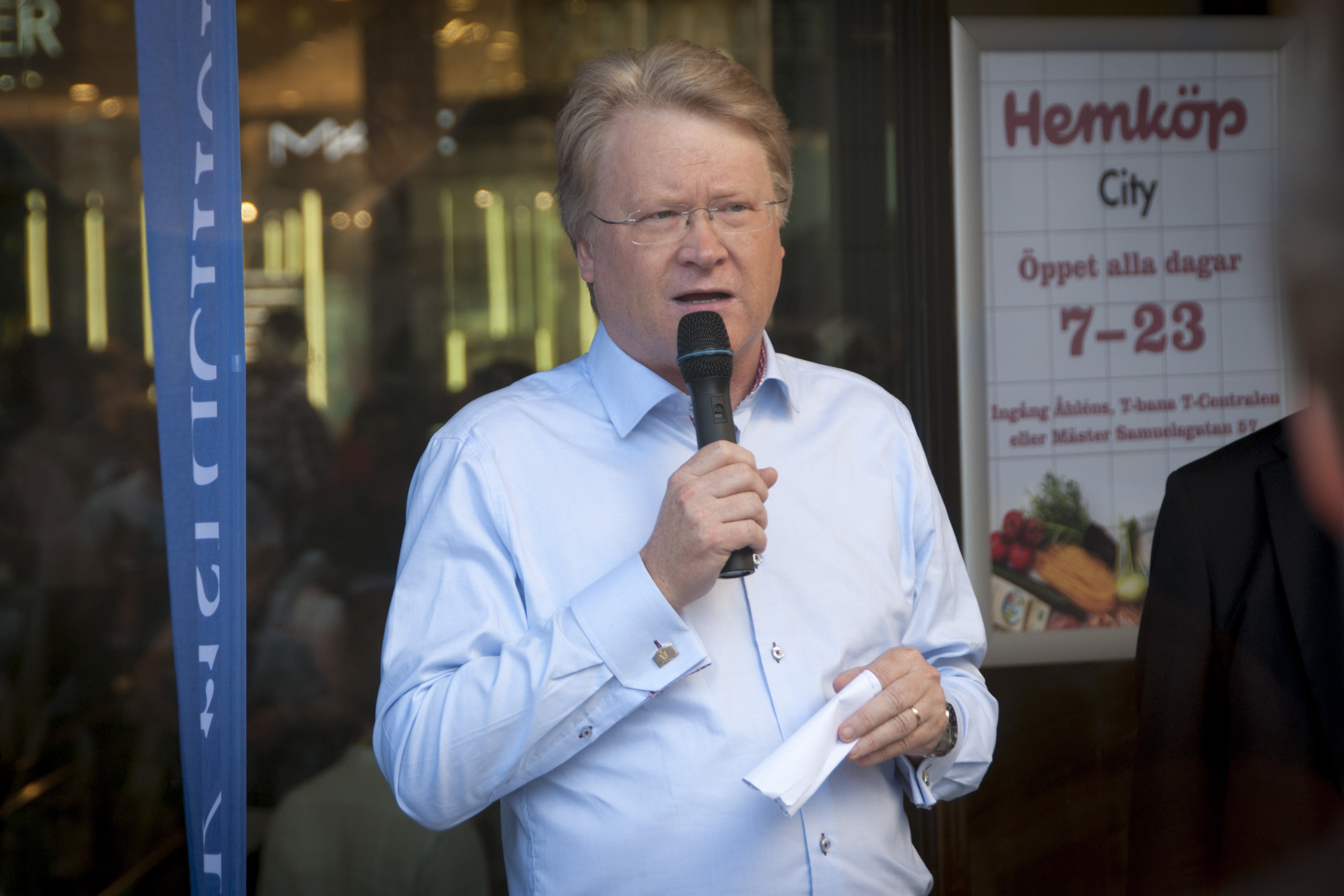
Lars Adaktusson (2014)

Lars Adaktusson (* 6. August 1955 in Jönköping) ist ein schwedischer Journalist und Politiker der Kristdemokraterna.

## Leben
Adaktusson war als Reporter für die Nachrichtensendung Aktuellt bei Sveriges Television tätig. Er war von Juli 2014 bis September 2018 Abgeordneter im Europäischen Parlament. Dort war er stellvertretender Vorsitzender der Delegation für die Beziehungen zu Afghanistan und Mitglied des Ausschusses für auswärtige Angelegenheiten und des Unterausschusses Menschenrechte. Im EU-Parlament rückte für ihn im Oktober 2018 Anders Sellström nach.